# ケルビン方程式
ケルビン方程式（-ほうていしき、英: Kelvin equation）は液滴など、液体表面が曲率を持つ場合に蒸気圧がどのように曲率に依存するかを表す式である。蒸気圧変化の原因はヤング・ラプラスの式によるラプラス圧である。液滴は表面張力とつり合って形状を保つために内部の圧力が高く、そのために蒸発が促進され、蒸気圧は高くなる。一方、液中に気泡がある場合、気泡内部のほうが圧力が高いため、気泡中への蒸発は困難になるために蒸気圧は減少する。液滴を半径rの球とするとき、蒸気圧Pは以下の形で表される：
{\displaystyle {\ln {P \over P_{0}}}={\frac {2\gamma V_{m}}{rRT}}={\frac {2\lambda _{K}}{r}}.}
ここで、P0:平坦な表面での飽和蒸気圧、γ:表面張力、Vm:モル体積、R:気体定数、T:絶対温度である。また、
{\displaystyle \lambda _{K}:={\frac {\gamma V_{m}}{RT}}}
はこの効果が表れる曲率半径のおおよそのスケールを表す量であり、ケルビン長と呼ばれる。
この効果のため気中の液滴は小さいほど蒸発しやすく、蒸発した分子が大きな液滴に凝集してオストヴァルト熟成が起きる。液中の気泡の場合も逆の理由で小さな気泡は消滅しやすく、大きな気泡が成長していく。
表面が球面でなく一般の曲面の場合は、表面の2つの曲率半径R1, R2を用いて、
{\displaystyle \ln {\frac {P}{P_{0}}}={\frac {\gamma V_{m}}{RT}}\left({\frac {1}{R_{1}}}+{\frac {1}{R_{2}}}\right)}
となる。

## 例
20°Cの水の場合 γ = 0.0728 N/m, Vm = 1.80×10−5 m3/mol, R = 8.314 J/(mol K), T = 293 Kであるので、ケルビン長は λK = 0.538 nm であり、
{\displaystyle r={1.076\times 10^{-9} \over \ln(P/P_{0})}}
となる。